# Палимовка
Палимо́вка — село в Бузулукском районе Оренбургской области. Административный центр Палимовского сельсовета.

## География
Село находится на левом берегу реки Самара, на берегу озера Поповка, на расстоянии 3 км от города Бузулук, административного центра района. Абсолютная высота — 60 м над уровнем моря.

## История
Село основано в 1837 году крестьянами-переселенцами из Курской, Тульской и Воронежской губерний.

## Население
| 2003 | 2010  |
| ---- | ----- |
| 1699 | ↗1933 |

## Улицы
| - ул. 70 лет Победы, - ул. Берёзовая, - ул. Весенняя, - ул. Зелёная, - ул. Крестьянская, - ул. Луговая, | - ул. Майская, - ул. Нагорная, - ул. Новая, - ул. Октябрьская, - ул. Полевая, - ул. Промышленная, | - ул. Садовая, - ул. Советская, - ул. Центральная, - ул. Чкалова, - ул. Школьная, - ул. Юго-Западная. |

## Инфраструктура
В селе действуют средняя общеобразовательная школа, детский сад «Петушок», дом культуры, фельдшерско-акушерский пункт.

## Известные уроженцы
- Беляев, Иван Петрович (1904—1987) — советский военачальник, генерал-майор, Герой Советского Союза.
- Колычев, Николай Иванович (1918—2000) — советский военный деятель, подполковник, Герой Советского Союза[6].